# Santa Tecla Fútbol Club
El Santa Tecla Fútbol Club fue un equipo de la Segunda División de El Salvador con sede en la ciudad de Santa Tecla, departamento de La Libertad. Fue fundado en el año 2007 y ostentó cuatro títulos de campeón nacional en la Primera División de El Salvador.

## Historia
La institución surgió en el año 2007 de una iniciativa conjunta del alcalde de la ciudad de Santa Tecla, Óscar Ortiz y empresarios de la localidad, que compraron la categoría de la Liga de Ascenso al Club Deportivo Telecom. El Torneo Apertura 2007 fue su primera temporada y alcanzó el quinto lugar. En los campeonatos siguientes disputó tres semifinales de la liga en los torneos Clausura 2008, Apertura 2008, y Apertura 2009.

### Ascenso a La Primera División
El Clausura 2012, bajo la dirección del técnico salvadoreño Edgar Henríquez, nuevamente disputó la final del torneo el día 27 de mayo frente al equipo Brasilia de Suchitoto. Tras un empate a un gol por bando en el tiempo regular, el equipo tecleño se alzó con el primer título de su historia tras marcar un gol en el tiempo extra que dejó el marcador 2-1 a su favor.
Para el 3 de junio disputó el título de la liga frente al Titán de Texistepeque, campeón del Apertura 2011, y ganó el ascenso a la Liga Mayor de Fútbol tras imponerse con marcador de dos goles a uno, logrando ascender en apenas cinco años de su fundación como entidad deportiva.En estos años el equipo era presidido por el Ing. Osvaldo Pinto. 
La ciudad había tenido su último antecedente de un equipo de fútbol profesional salvadoreño con Club Deportivo Quequeisque, seis veces campeón de la Primera División (1940/41-1945/46).
Ya como nuevo inquilino de la primera división, Santa Tecla debutó en el marco del Apertura 2012 bajo la dirección del argentino Osvaldo Escudero quien fue relevado por el salvadoreño Guillermo Rivera en la decimotercera fecha, y terminó en el séptimo puesto del torneo con veintiún puntos.

### Clausura 2013: Primer Certamen
Para el Clausura 2013, y dirigidos por el también nacional William Renderos Iraheta, los tecleños se mantuvieron cercanos a la clasificación a semifinales, pero una derrota en la última jornada ante Luis Ángel Firpo de dos goles por uno les dejó empatados en la cuarta plaza con Juventud Independiente. Con el equipo de San Juan Opico debió decidir en juego de desempate su presencia en la segunda fase, pero perdió por la mínima diferencia en tiempo extra.
En dicho torneo, Santa Tecla perdió apenas un juego de local, precisamente ante Juventud Independiente en la tercera fecha, y su mejor goleador fue Kevin Santamaría con seis anotaciones.

### Clausura 2014: Repechaje a instancia de semifinales
En el mencionado Torneo, la amenaza del descenso se hacía presente en el cuadro tecleño, ya que el Apertura 2013 el cuadro perico había finalizado en la 8.ª posición del campeonato regular, apenas a 2 puntos del último lugar, pero de forma inesperada Santa Tecla comienza a encontrar regularidad en su rendimiento y aspirar así aparte de evitar los últimos puestos, a una plaza en semifinales, en dicho torneo estuvo a un paso de la clasificación directa,  pero una serie de resultados al final de la temporada regular le pasaron factura, y tuvo que disputar la cuarta plaza ante Club Deportivo Dragón, juego desarrollado para la ocasión en el Estadio Sergio Torres como cancha neutral, donde cayó derrotado 1-2, desaprovechando la oportunidad de lograr entrar a la cuadrangular semifinal por segunda ocasión.

### Apertura 2014: Primera semifinal
Tras las experiencias del repechaje en torneos anteriores, Santa Tecla consigue por primera vez en su corta historia estar en las instancias de semifinales; esto de una forma bastante inesperada, ya que comenzó el campeonato con resultados bastante irregulares, pero que corrigió en las últimas jornadas, logrando triunfos claves en sus juegos de visita ante rivales directos como Águila, FAS y un sorpresivo gane al bicampeón Isidro Metapán, clasificándose cómodamente como primer lugar del torneo regular.
Ya en semifinales el equipo enfrentó de nueva cuenta, al cuadro cementero de Isidro Metapán. En el partido de ida jugado en el Estadio Jorge "Calero" Suárez, lograron un importante empate 0-0, dándoles bastantes posibilidades para el partido de vuelta a disputarse en el Estadio Las Delicias, donde al final la inexperiencia le pasó factura frente a un equipo calero acostumbrado a esas instancias que terminó venciéndolo con marcador de 1-2, dejándolo marginado de la gran final.

### Primer título (Clausura 2015)
Tras el "traspié" ocurrido en el torneo anterior el cuadro de los "pericos" llegó nuevamente a semifinales del Clausura 2015, esta vez como tercer lugar en la tabla, donde enfrentaría al otro representante del departamento de La Libertad, el Club Deportivo Juventud Independiente de San Juan Opico. El partido de ida se disputó en el Estadio Las Delicias cuyo marcador terminó 3-3, dejando con una leve ventaja a los "arqueológicos" para el partido de vuelta que se realizó en la cancha del Polideportivo se San Juan Opico, en donde el Santa Tecla logró la hazaña de vencer a los opicanos, con un resultado de 1-3 a favor, siendo el mismo su primer triunfo en toda su historia dentro de la Primera División en la cancha de la "juve". Este resultado le dio el pase a la final del certamen, donde en un cerrado encuentro contra los caleros de Isidro Metapán —que buscaba su cuarto campeonato consecutivo—, el Santa Tecla se alzó con su primer título nacional por los tiros desde el punto penal (3-1), al concluir los 120 minutos de partido con un empate (1-1). Era también el primer triunfo como director técnico para el argentino Osvaldo Escudero en el país centroamericano. El título además le otorgó el cupo como uno de los dos representantes de El Salvador para el máximo torneo regional de la Concacaf Liga Campeones, en la edición 2015-16, la cual se convirtió en la primera experiencia a nivel internacional como club de fútbol en su corta historia. 

### Segundo título (Apertura 2016)
Posterior al primer campeonato alcanzado por el equipo, los colineros afrontarían el Apertura 2015 mostrando una gran nivel de juego y convirtiéndolo en favorito para una nueva hazaña deportiva a nivel de Liga Mayor, sin embargo estos no lograrían alcanzar una nueva instancia final al ser eliminado en cuartos de final por los tigrillosCD FAS; y posteriormente en el  Clausura 2016 alcanzarían la instancia de semifinales, pero serían sorprendidos por C.D. Dragón y los dejó al margen, esto a pesar del buen "sabor de boca" que dejaron ambas presentaciones de cuadro tecleño.
Para el torneo Apertura 2016, el conjunto tecleño abrió una nueva etapa al mando del técnico argentino Ernesto Corti y principalmente con la apuesta de su junta directiva en la contratación del renombrado futbolista uruguayo Sebastián Abreu, campeón con la selección charrúa de la Copa América 2011.
Tras clasificar a la pos-temporada en el tercer lugar de la clasificación general, el cuadro "de las colinas"  superó las fases de cuartos de final y semifinales, en las que debió que enfrentar a las escuadras de Isidro Metapán y Águila respectivamente: en el duelo contra los caleros vencieron con un global de 3-2 (ida 2-2/vuelta 1-0);  mientras que frente a los emplumados superaron con cartones de 4-3 (ida 4-1/ vuelta 0-2), alcanzando así la gran final del torneo doméstico contra Alianza. Abreu fue precisamente fundamental en el juego de ida contra Águila al anotar tres de los cuatro goles, todos de cabeza, mientras que en la final volvió a hacerse presente en las anotaciones de empate y ventaja de 3-2 en el marcador tras estar el cuadro tecleño atrás 1-2 con sendas anotaciones en juego aéreo, siendo la decisiva en tiempo suplementario. Así Santa Tecla se adjudicó su segundo título nacional.

### Tercer título (Clausura 2017)
Para el Torneo Clausura 2017 Sebastián Abreu dejó el equipo tecleño y en su lugar llegó otro uruguayo: el exjugador del París Saint Germain, Carlos Bueno. Nuevamente el equipo acabó en la tercera posición tras la fase de clasificación en la que sus mejores goleadores fueron Marlon Cornejo, con siete anotaciones, mientras que Gerson Mayén y Carlos Bueno acabaron con seis y cinco respectivamente, este último que debió superar lesiones a través de la campaña.
Para la fase final, Santa Tecla y su entrenador Ernesto Corti iniciaron la defensa de su título ante el CD FAS al que superaron en el marcador global 1-0 (0-0, ida; 1-0 en la vuelta); para continuar en la semifinal nuevamente ante CD Águila al que batieron en el partido de ida como local 2-0 y en la vuelta como visitante 2-3. La final, por tanto, se disputó ante el favorito Alianza F.C., líder absoluto de la fase regular que había ganado 13 de sus 22 juegos, y logrado una diferencia de gol de +44. Sin embargo, el equipo de los pericos superó ampliamente al conjunto blanco con un marcador de 4-0 con goles de los nacionales Mayén, Cornejo, Canales y el uruguayo Bueno para adjudicarse por tercera vez el título de campeón nacional y segundo consecutivo en sus cortos diez años de historia.

### Cuarto campeonato (Apertura 2018)
Tras enfrentarse posteriormente en las finales de los Torneos Clausura 2017 y Torneo Clausura 2018 ambas ante Alianza F.C. y perder las mismas (4-1 y 1-0 respectivamente) los Tecleños alcanzan por quinta ocasión consecutiva, dejando previamente en las rondas de cuartos de final a  Municipal Limeño (0-1, ida; 2-2 en la vuelta) y en semifinales a CD Águila (2-3 ida; 2-0 en la vuelta); En la misma se enfrentaría de nueva cuenta al club Paquidermo en la cual superan con marcador de 2-1, siendo el delantero salvadoreño Torres quien lograse ambas anotaciones, alcanzando la cuarta corona en su haber y colocándose como el séptimo equipo más laureado en la historia reciente de la liga profesional de fútbol en el país centroamericano.

### Declive y descenso
Tras un campaña desastroza en el Torneo Apertura 2023 donde solo obtuvo 11 puntos; el club partía como el candidato número uno al descenso en el siguiente torneo Clausura 2024, lo cual se confirmó en la jornada 20 del mismo  quedando a 9 puntos faltandose 6 posibles por disputar para alcanzar a su más cercano rival Jocoro Fútbol Club, concretándose su primer descenso a Segunda División.

### Retiro del fútbol profesional
El 25 de marzo de 2025, la Comisión Disciplinaria de la Federación Salvadoreña de Fútbol (FESFUT) anunció que el club será excluido de todos los niveles del fútbol salvadoreño y se disolverá, mientras que los miembros de la junta directiva Max Miguel Ayala Revelo (presidente), Jorge Italo Argueta Osorio (vicepresidente), Mario Enrique Monico Chavarría (secretario), Sonia Luz Alas de Valladares (tesorera), Juan Ramón Molina (fideicomisario), Boris Ernesto Romero Castro (primer director) y Juan Carlos Cruz Orellana (segundo director) fueron inhabilitados de toda actividad relacionada con el fútbol por 10 años.

## Datos del club
Estadísticas de Santa Tecla Fútbol Club
- Temporadas en 1ª División: 9
- Temporadas en 2ª División: 6
- Puesto histórico: 4.º
- Mejor puesto en la liga: 1.º (1)
- Peor puesto en la liga: 12°
- Debut en Primera División: 15 de julio de 2012 ante Isidro Metapan (2-2).
- Anotador del primer gol en Primera División:  William Mancia, 15 de julio de 2012 contra Isidro Metapan
- Gol número 100:  William Maldonado, 11 de agosto de 2014 contra Juventud Independiente.
- Mayor cantidad de partidos consecutivos sin derrotas como local en Primera División: 40 juegos - Clausura 2018- Apertura 2018
- Mayor cantidad de partidos consecutivos sin derrotas como visitante en Primera División: 4 juegos - Clausura 2016
- Menor cantidad de partidos perdidos en una temporada (Apertura / Clausura): 1 juego - Clausura 2016
- Mayor cantidad de partidos ganados en una temporada (Apertura / Clausura): 12 juegos - Clausura 2016
- Mayor número de puntos en una temporada: 45 puntos - Clausura 2016
- Mayor número de goles en una temporada: 45 goles Clausura 2016
- Mayor goleada a favor: 8-0 sobre Pasaquina FC
- Mayor goleada en contra: 1-7 ante Alianza F.C
- Jugador Extranjero con más partidos disputados:  Facundo Simioli (83)
- Máximo goleador:  Ricardo Ferreira (49)
- Jugador con más goles anotados en Primera División:  Ricardo Ferreira (49)
- Jugador con más goles en una temporada: (10)  Ricardo Ferreira - Clausura 2014
- Jugador con más goles marcados en un partido: (3)  Ricardo Ferreira contra Juventud Independiente (3-1) y  William Maldonado contra UES (5-0).
- Jugador con más goles marcados en un partido Internacional: (2) -  Gerson Mayen vs. Seattle Sounders, (22 de febrero de 2018).
- Equipo filial: Santa Tecla Reservas
- Asistencia media: 500 - 3,500

## Palmarés

### Títulos nacionales (6/4)
| Competición nacional                  | Ttitulos                               | Subtítulos         |
| ------------------------------------- | -------------------------------------- | ------------------ |
| Primera División de El Salvador (4/2) | Cl. 2015, Ap. 2016, Cl. 2017, Ap. 2018 | Ap. 2017, Cl. 2018 |
| Copa INDES (2/0)                      | 2016-17, 2018-19.                      |                    |
| Campeón de Campeones (0/1)            |                                        | 2019.              |
| Supercopa de El Salvador (0/1)        |                                        | 2019.              |
|                                       |                                        |                    |
| Segunda División de El Salvador (1)   | Cl. 2012                               |                    |

## Uniforme
- Marca deportiva: MACA
- Uniforme titular: Camiseta Verde claro, pantalón azul marino, medias azul marino.
- Uniforme alternativo: Camiseta amarilla, pantalón verde claro, medias verde claro.

### Colores
Los colores oficiales del club incluyerón el verde y azul marino, mientras que sus colores de visita fueron son amarillo y verde.

### Fabricantes del uniforme
| \| Período \| Proveedor \| Imagen \| \| ----------------- \| ----------- \| ------ \| \| 2007 - 2014 \| Milan \| \| \| 2014 - 2017 \| Reto Sports \| \| \| 2017 - 2019 \| Kelme \| \| \| 2019 - Actualidad \| MACA \| \| |             |        |
| Período | Proveedor   | Imagen |
| 2007 - 2014 | Milan       |        |
| 2014 - 2017 | Reto Sports |        |
| 2017 - 2019 | Kelme       |        |
| 2019 - Actualidad | MACA        |        |

### Escudo
Su primer escudo oficial fue introducido en 2007 hasta 2014. Consistió en un escudo circular; en el centro superior estaba el Palacio Municipal de Santa Tecla que representaba la ciudad de Santa Tecla, bajo el símbolo de las palabras "Santa Tecla", donde en cuyo inmediato inferior se apreciaba en letras pequeñas el lema "Una nueva historia", y ya en la parte inferior del escudo consistía en un balón de fútbol en forma de movimiento estilizado.
El nuevo escudo  del club, oficial desde 2014, consiste en un escudo formado tradicionalmente dividido en tres secciones; Dos de las secciones representan la ciudad (esto se hace usando la Cordillera del Bálsamo y el símbolo del Parque Daniel Hernández de Santa Tecla) y la otra sección representa el club que se hace usando un balón de fútbol, haciendo una reseña bastante similar al escudo de armas de la ciudad homónima. Su último escudo tuvo 4 estrellas sobre el escudo representando los 4 campeonatos como campeón.

## Estadio

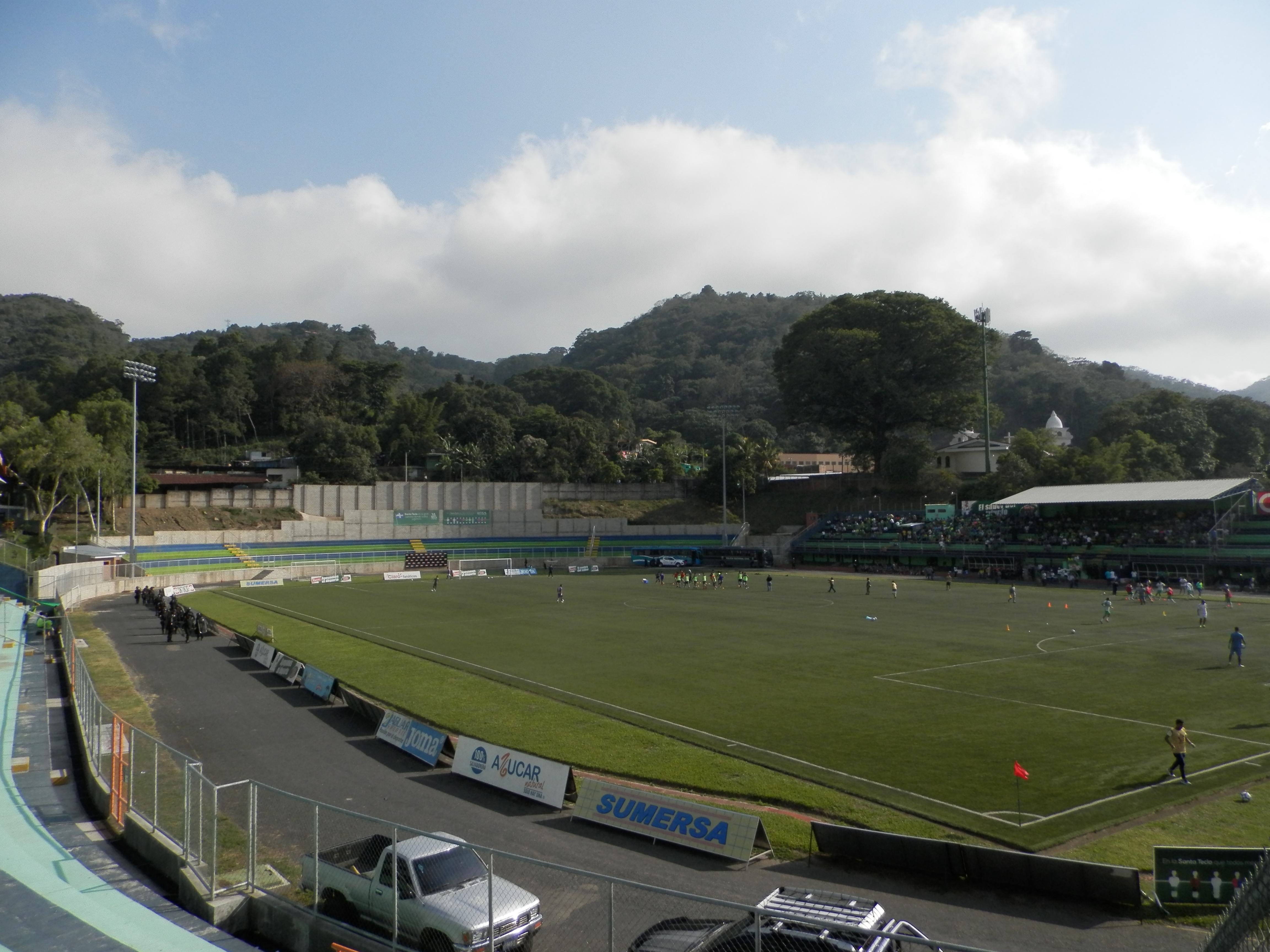

El club realizó sus partidos como local en la cancha del Estadio Atlético Las Delicias, el cual está ubicado por la Avenida El Ciprés, Colonia Las Delicias (de ahí su nombre, la cual a su vez tomó su nombre de "El jardín de las delicias" del pintor europeo Bosco), de la ciudad de Santa Tecla. Dicho inmueble fue inaugurado en el 1950 como parte de un proyecto del Instituto de Vivienda Urbana, el mismo ha sufrido una serie de ampliaciones y remodelaciones a lo largo de su existencia. Siendo más intensificadas entre los años 2011 y 2012 cuando se le instaló grama sintética en el terreno de juego. 
En el año 2013, específicamente el 6 de enero, se da por inaugurado el alumbrado eléctrico que permitió al equipo local jugar partidos nocturnos, y todos los encuentros de la Liga Mayor de Fútbol de El Salvador. Las últimas se realizaron en el año 2014 con la ampliación de graderíos en el sector oriente del estadio. Actualmente cuenta con la capacidad para recibir a 9,000  convirtiéndolo en el más grande de la ciudad de Santa Tecla, y séptimo a nivel nacional.

## Participaciones internacionales
| Competencia                          | Edición       |
| ------------------------------------ | ------------- |
| Liga de Campeones de la Concacaf (2) | 2015-16, 2018 |
| Liga Concacaf (1)                    | 2018          |

## Cuerpo Técnico 2019
| [[Archivo:\|link=\|22px\|Icono]]Cuerpo técnico |
| |
| - Director Técnico: OSVALDO ESCUDERO - Asistente Técnico: JUAN GILARDO - Doctor: Mario Rivera - Preparador Físico: Víctor Ramondino - Preparador de Porteros: Rosendo Pérez - Utilero: Lito Perna <Ar /> William Velasquez - Gerente General: Roberto D'Aubuisson |
| |

## Lista de entrenadores
Santa Tecla contó con 14 entrenadores desde su fundación hasta su desaparición, el club nombró a Armando Contreras Palma como entrenador en 2007 siendo este el primer técnico del equipo. El técnico con más tiempo en el banquillo fue Osvaldo Escudero, quien dirigió Santa Tecla durante 2 años desde mayo de 2014 hasta mayo de 2016. Edgar Henríquez ganó el primer título del club, ganando el título de Segunda División en 2011, mientras que Osvaldo Escudero ganó el primer título de Primera División del club en 2015, seguido por Ernesto Corti, que ganó el segundo título de Primera División de Santa Tecla en 2016 y su tercer título en 2017.
| - Armando Contreras Palma (2007) - Jorge Alberto Quezada (2008 - 2009) - Leonel Cárcamo Batres (2009 - 2010) - Efren Marenco (2010) - Armando Contreras Palma (2010) - Jorge Búcaro (2010) - Rubén Alonso (2010 - 2011) - Edgar Henríquez (2011 - 2012) - Osvaldo Escudero (2012) - Guillermo Rivera (2012) - William Renderos Iraheta (2012 - 2013) - Edgar Henríquez (2013 - 2014) - Osvaldo Escudero (2014 - 2016) - Ernesto Corti (2016 - 2017) - Rubén Da Silva (2017 - 2018) - Cristian Díaz (2018 - 2019) - Rodolfo Góchez (2019) - Sebastián Abreu (2019) - Rodolfo Góchez (2019) - Leonel Cárcamo Batres (2019) - Marco Sánchez Yacuta (2019 - 2020) - Osvaldo Escudero (2020) - Juan Andrés Sarulyte (2020) - Jaime Medina (2020 - 2021) - Rubén Da Silva (2021) - Rodolfo Góchez (2021) - Daniel Bartolotta (2021 - 2022) - Leonel Cárcamo Batres (2022) - Ernesto Corti (2022 - 2023) - Francisco Medrano (2023) - Juan Ramón Sánchez (2023 - 2024) - Francisco Medrano (2024) |